# Johannes Prammer
Johannes Prammer (* 15. Februar 1948 in Linz, Oberösterreich; † 13. August 2020) war ein österreichischer Provinzialrömischer Archäologe.

## Leben
Johannes Prammer studierte an der Universität Innsbruck Klassische Archäologie, Vor- und Frühgeschichte sowie Alte Geschichte. 1973 wurde er mit einer Dissertation zu den römischen Gläsern Oberösterreichs promoviert. Von Ende 1974 bis 1976 war er als Volontär an der Prähistorischen Staatssammlung in München tätig und leitete unter anderem Ausgrabungen in der Terra-sigillata-Töpferei von Westerndorf-Pfaffenhofen am Inn. 1976 kam er als wissenschaftlicher Grabungsleiter eines DFG-Projekts nach Straubing, wo er an den römischen Kastellen ausgrub. 1978 wurde er Stadtarchäologe von Straubing, 1982 dazu Leiter des Gäubodenmuseums, 2013 trat er in den Ruhestand.

## Veröffentlichungen (Auswahl)
- Die römischen Gläser Oberösterreichs. Dissertation Innsbruck 1973.
- Gäubodenmuseum, Straubing, Römische Abteilung. Lipp, München 1983.
- Gäubodenmuseum Straubing, Abteilung Vorgeschichte. Gäubodenmuseum, Straubing 1987.
- Das römische Straubing. Ausgrabungen – Schatzfund / Gäubodenmuseum. Schnell & Steiner, München, Zürich 1989, ISBN 3-7954-0759-1.
- Länden, Hafenanlagen und Hafenprojekte in Straubing. Zweckverband Industriegebiet mit Donauhafen Straubing-Sand, Straubing 1996.
- mit Alfons Huber (Hrsg.): 1100 Jahre Straubing 897–1997. Historischer Verein für Straubing und Umgebung, Straubing 1998, ISBN 3-00-002752-1.
- (Hrsg.): Museumsführer Gäubodenmuseum. Beck, Straubing 2000, 4. Auflage 2012, ISBN 3-931578-10-0.
- mit Alfons Huber (Hrsg.): 650 Jahre Herzogtum Niederbayern-Straubing-Holland. Historischer Verein für Straubing und Umgebung, Straubing 2005, ISBN 3-00-014600-8.